# مطار بولكوفو
مطار بولكوفو (الروسية: Пулково)(إياتا: LED، إيكاو: ULLI) هو مطار دولي يقع في روسيا. تأسس في 1932. يخدم مدينة سانت بطرسبرغ ويقع على بعد 23 كم (14 ميل) إلى الجنوب من وسط المدينة. وهو يتألف من محطة واحدة.

## شركات الطيران والوجهات
بسبب الغزو الروسي لأوكرانيا 2022 علقت الوجهات إلى الاتحاد الأوروبي والمملكة المتحدة وأسترالاسيا وأمريكا الشمالية وسويسرا وسنغافورة وشمال شرق آسيا وتايوان وآيسلندا وهونغ كونغ والنرويج حتى إشعار آخر.
| شركـات طيـران               | الوجهات |
| --------------------------- | --- |
| إيروفلوت                    | مطار أنطاليا، مطار إسطنبول الدولي، مطار يميلانو الدولي، مطار شيريميتييفو الدولي، مطار سوتشي الدولي موسمي: Khabarovsk، Vladivostok |
| طيران صربيا                 | مطار نيكولا تسلا في بلغراد |
| المصرية العالمية للطيران    | مطار الغردقة الدولي |
| Alrosa                      | مطار فنوكوفو الدولي |
| Avia Traffic Company        | مطار مناس الدولي، Osh |
| الخطوط الجوية الأذربيجانية  | مطار حيدر علييف الدولي، Ganja |
| Azimuth                     | Kaluga |
| Azur Air                    | موسمي عارض: مطار أنطاليا، مطار باندارنيك الدولي، مطار دالامان، مطار النفيضة الحمامات الدولي، Phuket، مطار سانيا فينيكس الدولية، مطار عبيد أماني كرومي الدولي |
| طيران بيلافيا               | مطار مينسك الدولي |
| خطوط شرق الصين الجوية       | مطار شانغهاي بودنغ الدولي |
| Corendon Airlines           | موسمي عارض: مطار أنطاليا، مطار دالامان |
| طيران الإمارات              | مطار دبي الدولي |
| الاتحاد للطيران             | مطار أبو ظبي الدولي (تبدأ في 29 أكتوبر 2023) |
| فلاي أرنا                   | مطار يريفان الدولي |
| فلاي دبي                    | مطار دبي الدولي |
| FlyOne Armenia              | مطار يريفان الدولي |
| خطوط هاينان الجوية          | مطار بكين العاصمة الدولي |
| I-Fly                       | مطار شينزين باوان الدولي موسمي: Chita، Khabarovsk |
| Ikar                        | Ivanovo، Kurgan، Perm، Saransk، Yaroslavl |
| Izhavia                     | Izhevsk |
| Kostroma Air Enterprise     | Kostroma |
| خطوط لاكي الجوية            | مطار كونمينغ جانغشوي الدولي |
| ماهان إير                   | موسمي: مطار الإمام الخميني الدولي |
| Meraj Airlines              | مطار الإمام الخميني الدولي |
| نوردستار                    | مطار يميلانو الدولي، مطار دوموديدوفو الدولي، Norilsk |
| Nordwind Airlines           | Barnaul، Gorno-Altaysk، Kazan، Kemerovo، مطار يميلانو الدولي، Magas، مطار محج قلعة الدولي، مطار شيريميتييفو الدولي، Novokuznetsk، Omsk، Orenburg، مطار كوروموخ الدولي، مطار سوتشي الدولي، مطار الإمام الخميني الدولي، Tomsk، Ufa |
| خطوط بيغاسوس                | مطار صبيحة كوكجن الدولي موسمي: مطار أنطاليا |
| Pobeda                      | Astrakhan، Cheboksary، Chelyabinsk، مطار كالينينغراد، Kirov، مطار محج قلعة الدولي، Mineralnye Vody ‏، مطار مينسك الدولي، مطار شيريميتييفو الدولي، مطار فنوكوفو الدولي، Nizhnekamsk، مطار نوفوسيبيرسك، Perm، مطار كوروموخ الدولي، Saratov، مطار سوتشي الدولي، Stavropol، Tyumen، Ufa، Ulyanovsk، Vladikavkaz، Volgograd، مطار كولتسوفو الدولي |
| Qanot Sharq                 | مطار بخارى الدولي، مطار سمرقند الدولي |
| روسيه (خطوط جوية)           | Apatity/Kirovsk، مطار حيدر علييف الدولي، Chelyabinsk، مطار غروزني الدولي، Irkutsk، مطار كالينينغراد، Kazan، مطار يميلانو الدولي، مطار محج قلعة الدولي، Mineralnye Vody ‏، مطار شيريميتييفو الدولي، مطار فنوكوفو الدولي، مطار مورمانسك ‏، Nizhny Novgorod ‏، Nizhnevartovsk، مطار نوفوسيبيرسك، Omsk، Orenburg، Penza، Perm، مطار كوروموخ الدولي، مطار سمرقند الدولي، مطار سوتشي الدولي، Surgut، Syktyvkar، مطار طشقند الدولي، Tyumen، Ufa، Volgograd، مطار كولتسوفو الدولي، مطار يريفان الدولي |
| RusLine                     | Khanty-Mansiysk، Kotlas، Naryan-Mar، Tambov، Yoshkar-Ola |
| خطوط إس سفن                 | Irkutsk، مطار دوموديدوفو الدولي، مطار نوفوسيبيرسك |
| SCAT Airlines               | مطار آستانا الدولي |
| Severstal Air Company       | Apatity/Kirovsk، Cherepovets، Sovetsky، Ukhta |
| خطوط سيتشوان الجوية         | مطار جينغديو الجديد |
| Smartavia                   | Chelyabinsk، مطار كالينينغراد، Kazan، مطار يميلانو الدولي، Mineralnye Vody ‏، مطار شيريميتييفو الدولي، مطار مورمانسك ‏، Nizhny Novgorod ‏، مطار نوفوسيبيرسك، Orenburg، Perm، مطار كوروموخ الدولي، مطار سوتشي الدولي، Syktyvkar، Tyumen، Ufa، Volgograd، مطار كولتسوفو الدولي |
| Somon Air                   | مطار دوشنبه الدولي، Khujand |
| Southwind Airlines          | موسمي عارض: مطار أنطاليا |
| الخطوط التونسية             | موسمي: مطار الحبيب بورقيبة الدولي |
| الخطوط الجوية التركية       | مطار أنطاليا، مطار ميلاس بودروم، مطار دالامان، مطار إسطنبول الدولي |
| خطوط أورال الجوية           | مطار مناس الدولي، مطار دوشنبه الدولي، Gorno-Altaysk، مطار كالينينغراد، Khujand، Kulob، مطار دوموديدوفو الدولي، Osh، مطار كولتسوفو الدولي موسمي: مطار سوتشي الدولي |
| Utair                       | مطار حيدر علييف الدولي، مطار فنوكوفو الدولي، مطار سمرقند الدولي، Surgut، مطار يريفان الدولي |
| UVT Aero                    | Tobolsk |
| الخطوط الجوية الأوزبكستانية | مطار بخارى الدولي، Fergana، مطار سمرقند الدولي، مطار طشقند الدولي، Termez، Urgench |
| Vologda Aviation Enterprise | مطار فولوغدا |
| Yakutia Airlines            | Yakutsk |
| Yamal Airlines              | Nadym، Novy Urengoy ‏، Noyabrsk، Salekhard |

## الإحصائيات
| السنة | الركاب     | % التغير |
| ----- | ---------- | -------- |
| 2004  | 4,337,749  |          |
| 2005  | 4,654,405  | ▲ 7.3%   |
| 2006  | 5,101,842  | ▲ 9.6%   |
| 2007  | 6,137,805  | ▲ 20%    |
| 2008  | 7,071,537  | ▲ 15.2%  |
| 2009  | 6,758,352  | ▼ −4.4%  |
| 2010  | 8,443,753  | ▲ 25%    |
| 2011  | 9,610,767  | ▲ 14%    |
| 2012  | 11,154,560 | ▲ 16%    |
| 2013  | 12,854,366 | ▲ 15.2%  |
| 2014  | 14,264,732 | ▲ 11%    |
| 2015  | 13,500,125 | ▼ −5.3%  |
| 2016  | 13,300,000 | ▼ −1.4%  |
| 2017  | 16,125,520 | ▲ 21.2%  |
| 2018  | 18,122,286 | ▲ 12.4%  |
| 2019  | 19,581,262 | ▲ 8.1%   |
| 2020  | 10,944,421 | ▼ −45.1% |
| 2021  | 18,043,464 | ▲ 64.8%  |
| 2022  | 18,140,100 | ▲ 0.6%   |

## وصلات خارجية
- الموقع الرسمي